# Argostoli
Argostoli (grčki: Αργοστόλι) je glavni grad i upravno sjedište otoka Kefalonija, Grčka, od 1757. godine. Tada je upravno središte otoka premješteno iz stare prijestolnice Agios Georgios, u Argostoli zbog veće i sigurnije luke koju je zaljev Argostolija pružao. 
Današnji Argostoli se razvio u vrlo prometnu pomorsku luku.
Slijedivši Kapodistrijanov zakon iz 1997. godine, naselja uokolo Argostolija ujedinila su se u jednu veliku Općinu Argostoli, koja danas ima naselja: Spilia, Helmata, Kompotekrata, Lasi, Minies, i deset bivših općina: Agona, Davgata, Dilinata, Zola, Tinia, Kuroklata, Nifi, Trojianata, Faraklata i Farsa. Po popisu stanovništva iz 2001. godine,  Općina Argostoli ima 12 589 stanovnika, najveći grad je Argostóli (s 9 037 stanovnika), Dilináta (sa 739 stanovnika), Farakláta (s 411 stanovnika) te Kardakáta (s 362 stanovnika).

## Zemljopisne odlike
Istočno od središta Argostolija, na kraju zaljeva kod Utvrde Sv.Đure, nalazi se Laguna Kutavos, stanište rijetkih morskih kornjača (Caretta caretta). Ona je danas park prirode, svojevremeno je to bila neprohodna močvara, s rojevima komaraca i endemskom malarijom. 
U vrijeme britanske uprave nad otokom - 1813. godine, poručnik Charles Philip de Bosset (inače švicarski inženjer u britanskoj službi) konstruirao je prvi drveni most preko Lagune Kutavos.
Četiri godine nakon toga izgrađeni su kameni lukovi mosta, a nakon 26 godina napravljen je cijeli most od kamena.
Obalna cesta koja ide iz Argostoli prema zapadu, za mlečana se zvala  Piccolo Gyro. Uzduž ceste Piccolo Gyro, kod mjesta zvanog Vlika, nalaze se rupe ponornice iz Katovotresa, geološki fenomen. Morska voda ponire u otočko podzemlje i putuje kanalima ispod otoka te izvire četrnaestak dana nakon toga kod mjesta Karavomilos, tako prolazi podzemnim kanalima i ispod jezera Melisani. Mehanička snaga ove vode toliko je jaka da se još 1835. godine koristila za pokretanje vodenice.
Nadalje uz cestu Piccolo Gyro, nalazi se svjetionik Agion Teodoron, nazvan tako po maloj crkvici koja se nalazi uz svjetionik, i on je podignut za britanske uprave nad otokom 1829. godine.

## Promet
Glavna trajektna luka povezuje Argostoli s grčkim kopnom i lukom Kilini preko Zakintosa.

## Rast stanovništva Argostolija posljednjih decenija
| Godina | Stanovništvo | Promjena     | Stanovništvo općine | Promjena    | Gustoća   |
| ------ | ------------ | ------------ | ------------------- | ----------- | --------- |
| 1981   | 7,164        | -            | -                   | -           | -         |
| 1991   | 6,815        | -349/-4.87%  | 9,918               | -           | 63.99/km² |
| 2001   | 9,522        | 2,707/28.43% | 12,589              | 2,671/26.9% | 81/km²    |

## Vanjske poveznice
- Službene starnice općine Argostoli
- Argostoli na stranicama GTP-a
- Općina Argostoli na stranicama GTP-a